# Screamo
Screamo (também referido como skramz) é um subgênero agressivo do emo que surgiu na década de 1990 nos Estados Unidos, mais especificamente na cidade de San Diego, caracterizado como uma forma mais caótica do estilo.
O gênero é fortemente influenciado pelo post-hardcore e caracterizado pelo uso de vocais gritados agudos (screaming ou fry scream).
O termo "screamo" tem sido atribuído muitas vezes a cultura milenar. É frequentemente usado como um termo genérico para qualquer música (geralmente associada ao hardcore) que contenha vocais gritados mais agudos. As canções as vezes variam muito em seus ritmos, sendo geralmente o vocal agressivo e agudo intercalando com seções limpas, melódicas e emotivas. Algumas bandas conseguem manter a instrumentação melódica e típica do post-hardcore e letras emotivas do emo sem abrir mão dos gritos característicos do estilo, em contraste, outras bandas são mais caóticas e barulhentas, possuindo influências do noise rock e powerviolence. As letras de screamo muitas vezes apresentam temas emocionais semelhantes aos que são apresentados no emo, como dor emocional e romance, outras vezes apresentando temas líricos mais atrelados ao hardcore como política e direitos humanos.
Muitas bandas surgiram na cena post-hardcore underground de San Diego no início da década de 1990 e logo foram surgindo outras bandas em outras cenas locais, como em Washington D.C.. No início da década de 2000, o screamo obteve uma certa popularidade, geralmente ligado a ascensão popular do emo, com bandas como Thursday, Alexisonfire, Alesana, Silverstein, From First to Last e The Used, bem como o álbum I Brought You My Bullets, You Brought Me Your Love de My Chemical Romance.

## Características

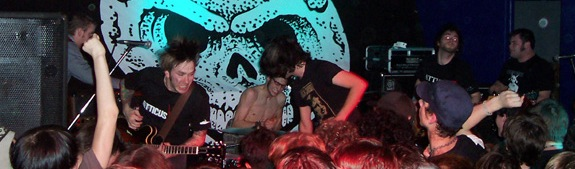
Banda Alexisonfire durante um concerto em 2004

O screamo utiliza instrumentação de hardcore típica, algumas vezes com influências do noise e powerviolence. O estilo geralmente é baseado no lado agressivo e caótico da cena post-hardcore e emocore, mas é notável por suas breves composições, execuções caóticas e vocais gritados agudos (fry scream). As principais características do estilo são descritas pela Allmusic:
Ele veio para ser a dinâmica forte/suave de ter um ou dois cantores que se alternam entre canto apaixonado e canto gritante e perturbado que caracteriza a maioria dos screamos. Estas vozes ficam muitas vezes em camadas, ou aparecem lado a lado entre os riffs de guitarra agressivos usados para adicionar uma catarse exaustiva e emocional.'' Além das transições melódicas entre pesado e suave, o estilo também é caracterizado "por frequentes mudanças de andamento e dinâmica e de catarse libertação-tensão". Os vocais gritados são usados "não de forma consistente, mas como uma espécie de elemento crescente, uma arma sônica para ser trotada quando a música e as letras chegam a um campo emocional particular."

## Álbuns que representam o estilo
- Chaos Is Me de Orchid
- A Retrospective de Saetia
- 01010101 de Portraits of Past
- Full Collapse de Thursday
- I.V. de Loma Prieta
- Alexisonfire de Alexisonfire
- On Frail Wings of Vanity and Wax de Alesana
- O Fim é Uma Certeza de Gloria